# Stellingen
Stellingen (en baix alemany ídem) és un nucli del bezirk d'Eimsbüttel de l'estat d'Hamburg a Alemanya. El 2011 tenia 23.037 habitants.

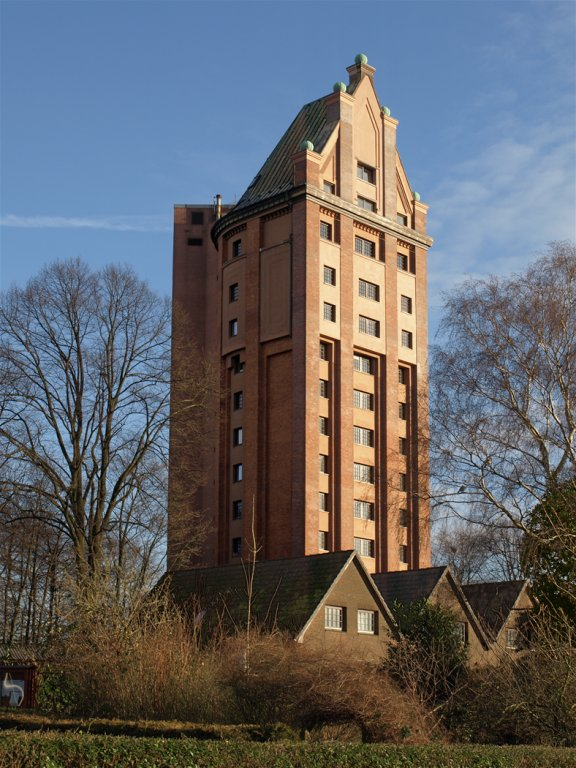
La Torre d'Aigua de 1921 transformada en immoble de pisos

El primer esment escrit data del 1347. Tret dels estralls de la Guerra dels Trenta Anys i les guerres entre Dinamarca i Prússia, el poble va quedar-se desapercebut. El 1777, Cristià VII de Dinamarca va erigir una duana al nucli de Langenfelde. El 1864 passà a Prússia, el 1927 va fusionar amb Altona i el 1937 la Llei de l'àrea metropolitana d'Hamburg va afegir-lo a Hamburg.
Una primera ciutat jardí va construir-se el1921 al terreny d'una bòbila abandonada però el poble seguia sent força rural fins a la segona guerra mundial, després va urbanitzar-se ràpidament. El darrer mas va tancar-se el 1957. El barri té unes indústries (química) i unes seus administratives i unes empreses de serveis, però principalment es zona residencial. Cinc estacions del metro de l'HVV, Langenfelde, Stellingen und Eidelstedt (S-Bahn), Hagenbecks Tierpark i Lutterrothstrasse (U2) connecten el poble amb el centre d'Hamburg.

## Llocs d'interès
- El Parc Zoològic Hagenbecks Tierpark
- La Torre d'aigua
- L'antiga casa de la vila

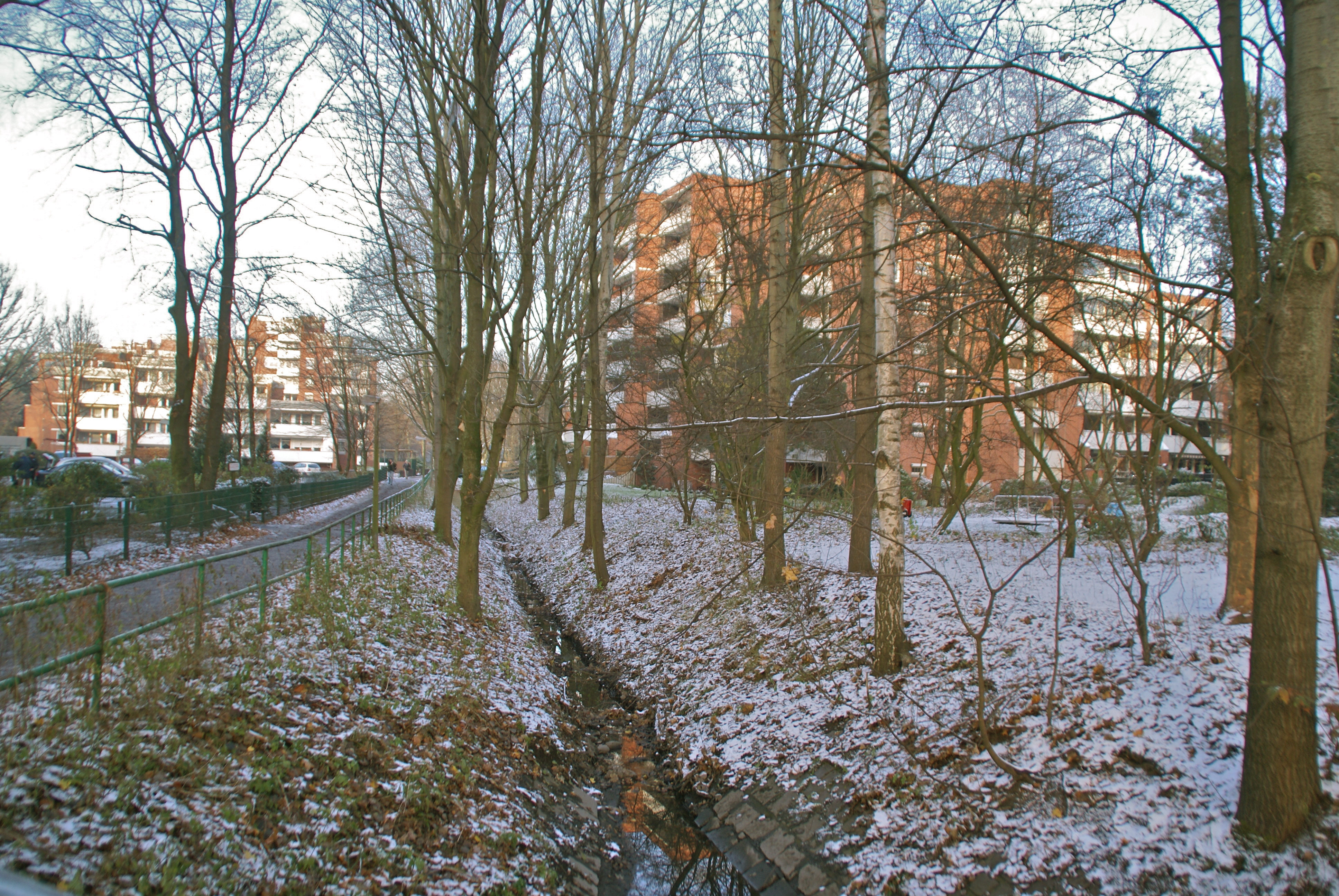
Cases de pisos al marge del Düngelau
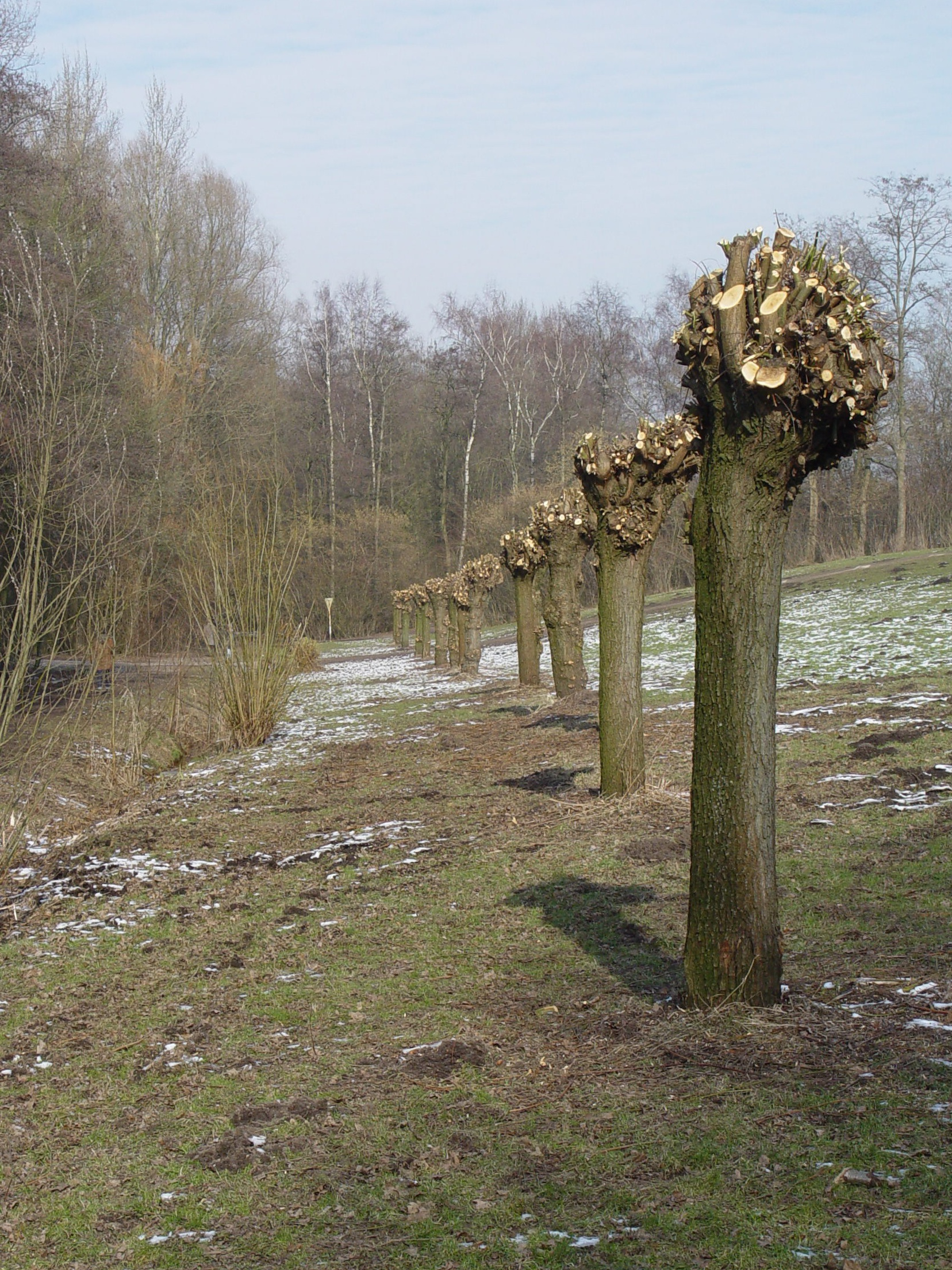
El parc Stellinger Feldmark
La font del Geelebek
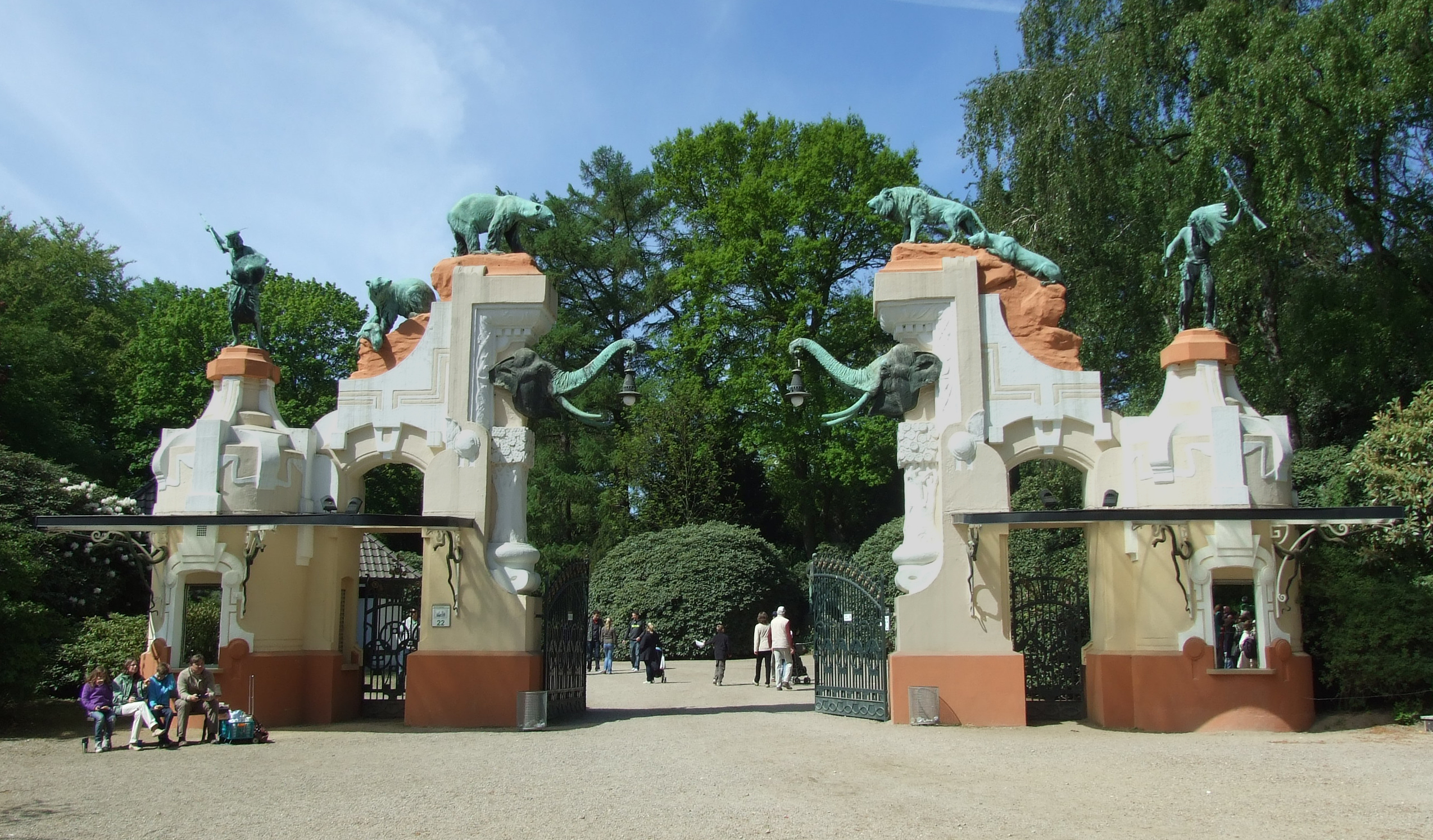
Antiga entrada del zoològic